# Ingquza Hill
Ingquza Hill est une municipalité locale située dans le district d'OR Tambo, dans la province du Cap oriental, en Afrique du Sud. En 2011, sa population est de 278 481 habitants.

## Source
- (en) Cet article est partiellement ou en totalité issu de l’article de Wikipédia en anglais intitulé « Ingquza Hill Local Municipality » (voir la liste des auteurs).